# ایلیا نایدوسکی
ایلیا نایدوسکی (مقدونی: Илија Најдоски؛ زادهٔ ۲۶ مارس ۱۹۶۴) بازیکن فوتبال اهل جمهوری فدرال سوسیالیستی یوگسلاوی بود.
از باشگاه‌هایی که در آن بازی کرده‌است می‌توان به باشگاه فوتبال دنیزلی اسپور، باشگاه فوتبال واردار، باشگاه فوتبال سیون، باشگاه فوتبال زسکا صوفیه، باشگاه فوتبال ستاره سرخ بلگراد، و باشگاه فوتبال رئال وایادولید اشاره کرد.
وی همچنین در تیم‌های ملی فوتبال یوگسلاوی و مقدونیه شمالی بازی کرده‌است.